# Reprezentacja Gibraltaru w futsalu mężczyzn
Reprezentacja Gibraltaru w futsalu – zespół futsalowy, biorący udział w imieniu Gibraltaru w meczach i sportowych imprezach międzynarodowych, powoływany przez selekcjonera, w którym mogą występować wyłącznie zawodnicy posiadający obywatelstwo gibraltarskie. Za jego funkcjonowanie odpowiedzialny jest Gibraltar Football Association. Reprezentacja Gibraltaru przynależy do FIFA od 13 maja 2016 roku, natomiast członkiem UEFA jest od 2013 roku.